# Diospyros pallens
Diospyros pallens är en tvåhjärtbladig växtart som först beskrevs av Carl Peter Thunberg, och fick sitt nu gällande namn av Frank White. Diospyros pallens ingår i släktet Diospyros och familjen Ebenaceae. Inga underarter finns listade i Catalogue of Life.